# Kingdom Hearts: Chain of Memories
A Kingdom Hearts Chain of Memories (キングダムハーツ チェイン オブ メモリーズ; Hepburn: Kingudamu Hātsu , ’magyaros átírással: Kingudamu Hadzu ’) egy akció RPG játék amit a Square Enix fejlesztett és a Square Enix adott ki 2004-ben Game Boy Advance konzolra. A játék a 2001-es Kingdom Hearts történetét folytatja. A játékot átdolgozták Playstation 2-re Kingdom Hearts Re:Chain of Memories néven, amit Kingdom Hearts II Final Mix+ második lemezeként adtak ki Japánban 2007. március 29-én és Észak-Amerikában 2008. december 2-án.
A Kingdom Hearts Chain of Memories a második játék a Kingdom Hearts sorozatban. Közvetlenül a Kingdom Hearts cselekményét folytatja, és körül-belül 1 évvel a Kingdom Hearts II kezdete előtt fejeződik be. A játék főhőse Sora, mint az első részben. Miközben keresi barátait, egy titokzatos kastélyhoz érkezik. Ahogy egyre feljebb halad az emeleteken, barátja és riválisa, Riku a pincéből indul útjára, és küzd a benne rejlő sötétséggel. A játék sok új szereplőt mutat be, akik még viszont láthatóak lesznek a Kingdom Hearts II-ben.
Habár nem annyira sikeres, mint a többi Kingdom Hearts játék, igen jól teljesített az eladási listákon és rengeteg pozitív visszajelzést kapott a kidolgozott történet és a grafika miatt. A játék egy teljesen új, kártya alapú harc-rendszert mutat be, ami eltér a sorozat többi darabjától.